# (20289) Nettimi
(20289) Nettimi est un astéroïde de la ceinture principale d'astéroïdes.

## Description
(20289) Nettimi est un astéroïde de la ceinture principale d'astéroïdes. Il fut découvert le 20 mars 1998 à Socorro (Nouveau-Mexique) par le projet LINEAR. Il présente une orbite caractérisée par un demi-grand axe de 2,32 UA, une excentricité de 0,12 et une inclinaison de 6,5° par rapport à l'écliptique.

## Compléments